# Juho Kurikkala
Juho Kurikkala   (Kalajoki, 12 d'agost de 1912 - Hèlsinki, 10 de març de 1951), més conegut com a Jussi Kurikkala, va ser un esquiador de fons finlandès que va competir durant la dècada de 1930. En el seu palmarès destaquen dues medalles d'or i una de plata al Campionat del Món d'esquí nòrdic, entre 1937 i 1939. En l'edició de 1941 guanyà dues medalles d'or i una de plata, però els resultats foren declarats nuls posteriorment.
Kurikkala també va destacar com a atleta de curses de fons. El 1948 fou tretzè en la marató dels Jocs Olímpics de Londres.
Va morir el 1951 víctima d'un càncer.

## Millors marques
- Marató. 2h 34' 47" (1946)